# Kenelm Chandler
Pour l’article homonyme, voir Kenelm Conor Chandler.
Kenelm Chandler, né vers 1737 à Tewkesbury, en Angleterre, et mort le 8 décembre 1803 à Québec, est militaire pour l'armée britannique, garde-magasin de l'Ordonnance de Québec et propriétaire foncier. Il est l'un des deux fondateurs du canton de Stoneham-et-Tewkesbury, situé au nord de la ville de Québec,.

## Biographie

### Famille et carrière
Kenelm Chandler est le fils de Nathaniel Chandler, propriétaire foncier de Tewkesbury dans le Gloucestershire. Il fait son entrée dans l'armée britannique à l'âge de 18 ans, ce qui l'amène à Québec en 1764. En 1775, durant le siège de Québec par les américains, Kenelm Chandler fait partie de l'Artillerie. Il sera nommé Assistant Commissaire de l'Artillerie en novembre 1775. En 1784, il est nommé Maître de Caserne pour la Garnison de Québec, poste qu'il occupera jusqu'à sa mort en 1803.
Lord Jeffrey Amherst mandate Kenelm Chandler pour s'occuper de "l'affaire des Jésuites", promesse faite à Amherst par le roi George III.
En 1773, il a un fils naturel avec Elizabeth Conor, Kenelm Connor Chandler, qui deviendra en 1821, Seigneur de Nicolet.
Il se marie en 1801 à Charlotte Dunière, sœur de Louis Dunière, marchand prospère de la ville de Québec.
Kenelm Chandler meurt le 8 décembre 1803 dans sa résidence de la rue d'Aiguillon. Son corps est inhumé dans le cimetière protestant St-Matthew's sur la rue St-Jean à Québec.